# Lars Maasbøl
Lars Maasbøl (født 1964, Ribe) er en dansk musiker, sanger, komponist og guitarist, der har medvirket i forskellige bands, og har udgivet i eget navn.
Maasbøl er uddannet fra Rytmisk Musikkonservatorium, og han har også undervist på både Rytmisk Musikkonservatorium og Nordjysk Musikkonservatorium.
I 2002 var han med til at danne Everybody's Talking samme med Billy Cross og Jimmy Colding, og de har siden udgivet 5 albums, hvor Talk Of The Town (2006) har solgt guld.
Siden 2000 har Maasbøl været en medlem af Zididada. Maasbøl har også turneret med Allan Olsen og Stig Rossen.
I 2024 debuterede Lars Maasbøl som solist, og udgiver dansksproget musik i eget navn. Han kaldes også Kongen af Ribe.

## Diskografi
Med Zididada
- 2000 – Have A Zididada Day
- 2002 – Happy Fool
- 2004 – Princess (Greatest Hits)
- 2005 – Music Makers
- 2008 – Take it All
- 2013 – Fix Your Heart

Med Everybody's Talking
- Everybody's Talking (2005)
- Talk Of The Town (2007)
- Now We're Talking (2010)
- We Need To Talk